# 모이세스 아리아스
모이세스 아리아스(Moisés Arias, 1994년 4월 18일 ~ )는 미국의 배우이다.

## 출연 작품
- 엔더스 게임 - 본조 역
- 파이브 피트 - 포 역
- 모노스
- 자키